# Tirora
Tirora è una città dell'India di 22.527 abitanti, situata nel distretto di Gondia, nello stato federato del Maharashtra. In base al numero di abitanti la città rientra nella classe III (da 20.000 a 49.999 persone).

## Geografia fisica
La città è situata a 21° 26' 03 N e 79° 55' 02 E.

## Società

### Evoluzione demografica
Al censimento del 2001 la popolazione di Tirora assommava a 22.527 persone, delle quali 11.375 maschi e 11.152 femmine. I bambini di età inferiore o uguale ai sei anni assommavano a 2.736, dei quali 1.407 maschi e 1.329 femmine. Infine, coloro che erano in grado di saper almeno leggere e scrivere erano 16.917, dei quali 9.454 maschi e 7.463 femmine.